# Forschungszentrum Karlsruhe

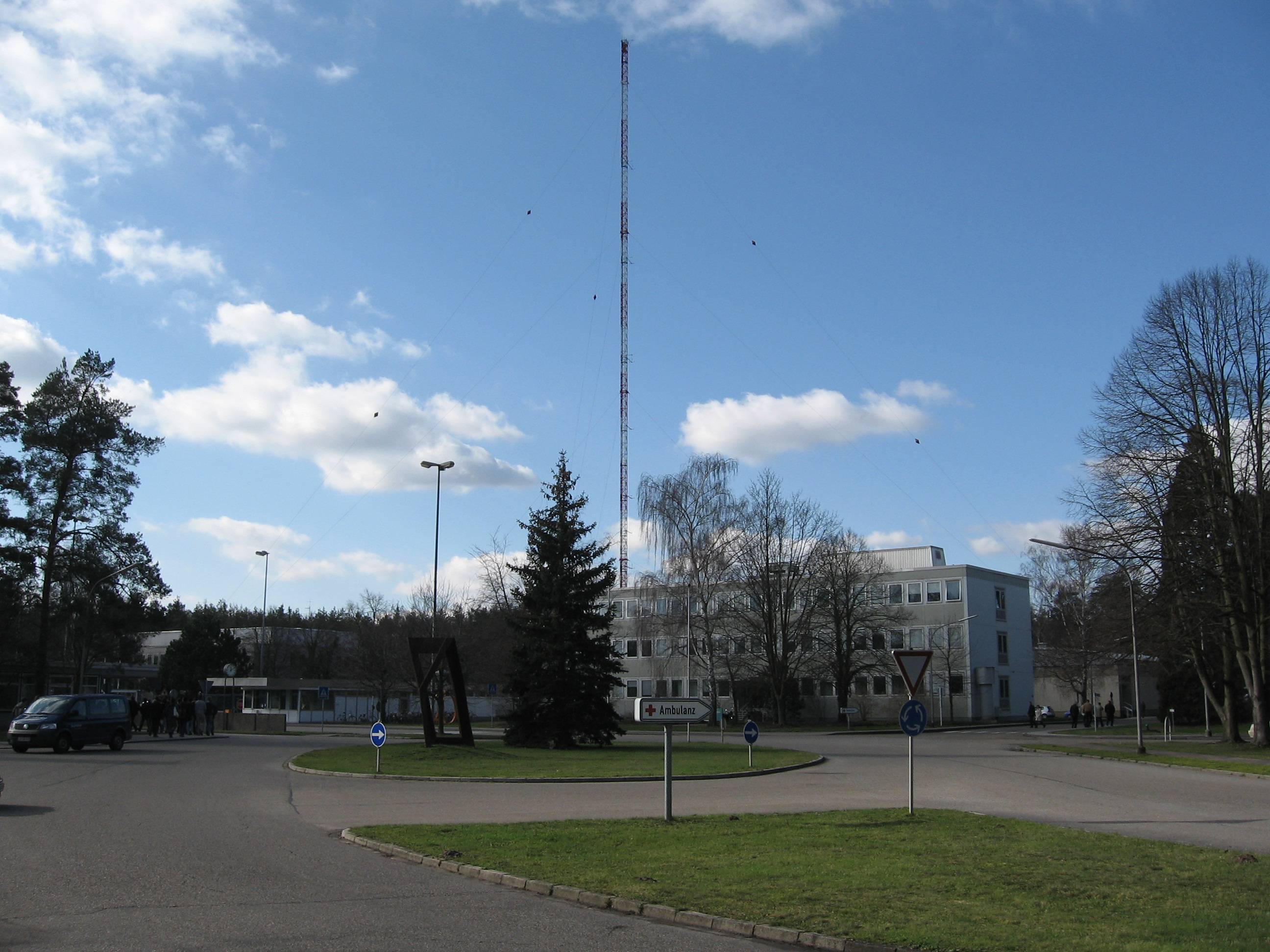
Wejście główne

Forschungszentrum Karlsruhe [in der Helmholtz-Gemeinschaft] (skrót: FZK) (Centrum Badań Naukowych Karlsruhe) było instytucją naukową położoną na północ od Karlsruhe w Niemczech.
W 2009 w wyniku połączenia Forschungszentrum Karlsruhe z Universität Karlsruhe (Technische Hochschule Fridericiana) powstał Karlsruher Institut für Technologie.
W badaniach w FZK uczestniczyli także polscy naukowcy. W zlokalizowanej w FZK eksperymentalnej stacji badawczej programu LOFAR duży udział miała grupa polskich astrofizyków pod kierunkiem prof. Janusza Zabierowskiego z Łodzi.